# Еллістон (Вірджинія)
Еллістон (англ. Elliston) — переписна місцевість (CDP) в США, в окрузі Монтгомері штату Вірджинія. Населення — 855 осіб (2020).

## Географія
Еллістон розташований за координатами 37°13′24″ пн. ш. 80°12′54″ зх. д. / 37.22333° пн. ш. 80.21500° зх. д. (37.223356, -80.214999).  За даними Бюро перепису населення США в 2010 році переписна місцевість мала площу 2,90 км², з яких 2,83 км² — суходіл та 0,07 км² — водойми.

## Демографія
Згідно з переписом 2010 року, у переписній місцевості мешкали 902 особи в 345 домогосподарствах у складі 238 родин. Густота населення становила 311 особа/км².  Було 386 помешкань (133/км²).
Расовий склад населення:
| - 90,6 % — білих - 3,8 % — чорних або афроамериканців - 0,3 % — корінних американців - 0,2 % — азіатів - 5,1 % — осіб інших рас |

До двох чи більше рас належало 0,0 %. Частка іспаномовних становила 10,2 % від усіх жителів.
За віковим діапазоном населення розподілялося таким чином: 24,6 % — особи молодші 18 років, 62,4 % — особи у віці 18—64 років, 13,0 % — особи у віці 65 років та старші. Медіана віку мешканця становила 39,3 року. На 100 осіб жіночої статі у переписній місцевості припадало 96,9 чоловіків;  на 100 жінок у віці від 18 років та старших — 99,4 чоловіків також старших 18 років.
Середній дохід на одне домашнє господарство  становив 45 557 доларів США (медіана — 39 559), а середній дохід на одну сім'ю — 48 021 долар (медіана — 43 516). За межею бідності перебувало 6,7 % осіб, у тому числі 0,0 % дітей у віці до 18 років та 7,8 % осіб у віці 65 років та старших.
Цивільне працевлаштоване населення становило 335 осіб. Основні галузі зайнятості: освіта, охорона здоров'я та соціальна допомога — 36,4 %, будівництво — 31,3 %, мистецтво, розваги та відпочинок — 8,7 %, виробництво — 6,9 %.